# سنتر-سوث
سنتر-سوث (به انگلیسی: Center-South) یک شرکت هواپیمایی با کد یاتا DF است که در تاریخ ۱۹۹۳ میلادی تأسیس شده است. دفتر مرکزی سنتر-سوث در بلگورود، فرودگاه لیپتسک واقع شده‌است.